# 1897-es magyar úszóbajnokság
Az 1897-es magyar úszóbajnokság versenyszámait augusztus 15-én a  rendezték meg.

## Eredmények

### Férfiak
| Versenyszám            | Arany             | Arany  | Ezüst                | Ezüst | Bronz            | Bronz |
| ---------------------- | ----------------- | ------ | -------------------- | ----- | ---------------- | ----- |
| 100 yard gyorsúszás    | Gräfl Ödön MUE    | 1:12,5 | Braunberger Hugó MUE |       | Sugár Elemér MUE |       |
| 1 mérföldes gyorsúszás | Halmay Zoltán MUE | 29:54  | Gräfl Károly MUE     |       |                  |       |